# 布列季欣环形山
布列季欣环形山（Bredikhin）是位于月球背面的一座大型撞击坑，约形成于酒海纪，其名称取自俄罗斯天文学家、普尔科沃天文台台长费奥多尔·布列季欣（1831年-1904年），1970年被国际天文联合会正式批准接受。

## 描述

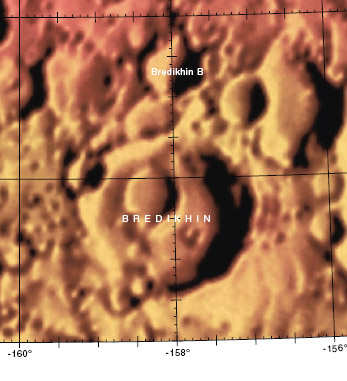
LAC-51 月图

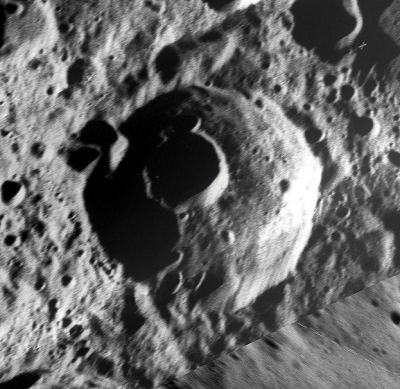
布列季欣环形山

该陨坑西邻更大的麦克马思环形山、最大的杰克逊环形山坐落在它的西北；米特拉环形山位于东侧；西南横亘着雷蒙环形山。
该环形山的中心月面坐标为17°15′N 158°22′W / 17.25°N 158.37°W，直径61.68公里，深度2.722公里。
该陨坑为东南巨大的环壁平原-直径570公里的赫茨普龙环形山撞击时所溅射形成的次生坑。由于存续期悠久，陨坑已严重磨损，覆盖着杰克逊环形山形成期间喷发的溅射物和射纹线。陨坑边沿尖峭，西北和西南侧边缘横跨着一些小撞击坑。
坑壁平均高出周边地形1220米，内部容积约3249.45公里³。坑内最突出的特征是一座覆盖了包括中心点在内西北大部份地表的直径20公里的陨石坑，其余地面部分则较为崎岖。
布列季欣环形山位于狄利克雷-杰克逊盆地内。

## 卫星陨石坑
按惯例，最靠近布列季欣环形山的卫星坑在月图上以字母标注在该坑中心点的旁边。
| 布列季欣 | 纬度     | 经度      | 直径      |
| -------- | -------- | --------- | --------- |
| B        | 18.87° N | 157.24° W | 19.31公里 |

## 另请参阅
- Andersson, L. E.; Whitaker, E. A. . NASA RP-1097. 1982.
- Blue, Jennifer. . USGS. July 25, 2007  [2007-08-05]. （原始内容存档于2018-12-25）.
- Bussey, B.; Spudis, P. . New York: Cambridge University Press. 2004. ISBN 978-0-521-81528-4.
- Cocks, Elijah E.; Cocks, Josiah C. . Tudor Publishers. 1995. ISBN 978-0-936389-27-1.
- McDowell, Jonathan. . Jonathan's Space Report. July 15, 2007  [2007-10-24]. （原始内容存档于2018-12-25）.
- Menzel, D. H.; Minnaert, M.; Levin, B.; Dollfus, A.; Bell, B. . Space Science Reviews. 1971, 12 (2): 136–186. Bibcode:1971SSRv...12..136M. doi:10.1007/BF00171763.
- Moore, Patrick. . Sterling Publishing Co. 2001. ISBN 978-0-304-35469-6.
- Price, Fred W. . Cambridge University Press. 1988. ISBN 978-0-521-33500-3.
- Rükl, Antonín. . Kalmbach Books. 1990. ISBN 978-0-913135-17-4.
- Webb, Rev. T. W.  6th revised. Dover. 1962. ISBN 978-0-486-20917-3.
- Whitaker, Ewen A. . Cambridge University Press. 1999. ISBN 978-0-521-62248-6.
- Wlasuk, Peter T. . Springer. 2000. ISBN 978-1-85233-193-1.